# Litsea populifolia
Litsea populifolia H.W.Li – gatunek rośliny z rodziny wawrzynowatych (Lauraceae Juss.). Występuje naturalnie w południowych Chinach – w północno-wschodniej części Junnanu, Syczuanie oraz Tybecie. 

## Morfologia
PokrójZrzucające liście drzewo dorastające do 5 m wysokości. Gałęzie są nagie.
LiścieNaprzemianległe lub zebrane na końcach gałęzi. Mają kształt od okrągłego do odwrotnie jajowatego. Mierzą 6–8 cm długości oraz 5–7 cm szerokości. Nasada liścia jest klinowa. Blaszka liściowa jest o zaokrąglonym wierzchołku. Ogonek liściowy jest nagi i dorasta do 20–30 mm długości.
KwiatySą niepozorne, jednopłciowe, zebrane po 9–11 w baldachy, rozwijają się w kątach pędów. Okwiat jest zbudowany z 6 listków o owalnym kształcie i żółtej barwie. Kwiaty męskie mają 9 pręcików.
OwoceMają kulisty kształt, osiągają 5–6 mm średnicy.

## Biologia i ekologia
Roślina dwupienna. Rośnie w lasach wtórnych oraz na brzegach rzek. Występuje na wysokości od 800 do 2000 m n.p.m. Kwitnie od kwietnia do maja, natomiast owoce dojrzewają od sierpnia do września.